# Valentin Adrian
Johann Valentin Adrian (* 17. September 1793 in Klingenberg am Main bei Aschaffenburg; † 18. Juni 1864 in Gießen) war ein deutscher Schriftsteller, Neuphilologe und Bibliothekar.

## Leben
Johann Valentin, Sohn eines Kupferhändlers, wuchs im zur Zeit seiner Geburt kurmainzischen, ab 1814 zum Königreich Bayern gehörigen Städtchen Klingenberg am Main auf. Nach zunächst privater Unterweisung durch den kgl. baierischen Beamten Hensler – zusammen mit dessen Sohn Philipp Ignaz Hensler (1795–1861) – besuchte er 1806 bis 1807 die Lateinische Schule in Miltenberg und 1807 bis 1810 das Gymnasium in Aschaffenburg. 1811 wechselte er auf die Karls-Universität in Aschaffenburg und hörte Vorlesungen u. a. Johann Michael Engel, 1755–1813 (Philosophie), Johann Josef Ignaz von Hoffmann (Physik und Mathematik), Karl Joseph Hieronymus Windischmann (Geschichte) und Joseph Merkel, 1788–1866 (Philologie). 1813/14 nahm er an den Befreiungskriegen gegen Frankreich teil und setzte anschließend seine philosophischen Studien bis 1816 an der Universität Würzburg fort. Nach kurzem Aufenthalt in der Schweiz nahm er 1817/18 eine Stellung als Lehrer im Erziehungsinstitut Hoffmann in Rödelheim an und hielt sich 1819 in Italien und in Lausanne auf. Im März 1822 traf er sich in der Schweiz mit dem Schriftsteller Karl Viktor von Bonstetten und dem Historiker Jean-Charles-Léonard Simonde de Sismondi.
Von 1820 bis 1823 war er Erzieher der Kinder des württembergischen Außenministers Graf Wintzingerode in Stuttgart, Kassel, im Eichsfeld (Thüringen) und in Frankreich und reiste anschließend von Paris aus nach England und nach Holland.
Am 19. Juli 1823 wurde er zum außerordentlichen Professor der neueren Sprachen und Literatur an der Universität Gießen, am 19. Oktober 1824 zum ordentlichen Professor in Gießen berufen, und unterrichtete parallel von 1823 bis 1825 als Pädagoglehrer. Am 10. Februar 1825 wurde er zum ersten Universitätsbibliothekar ernannt. Als solcher erhielt er 1825 den Auftrag zur Neuordnung der Bibliothek und war auch für die Neuaufstellung derselben verantwortlich. Außerdem begründete er die Sammlung antiker Münzen der Universität, zu der er Stücke im Handel (u. a. Anton Promber, Wien 1840) und auf Auktionen erwarb. Zu Beginn des Jahres 1823 bestand Kontakt zu Goethe in Weimar, der Interesse zeigte, Adrian als Assistenten bei der Redaktion der Ausgabe seines Gesamtwerks (Ausgabe letzter Hand) zu gewinnen.
Mit dem Schriftsteller und Bibliothekar Friedrich von Matthisson stand er in regem Briefwechsel. Matthiesson besuchte ihn im Juni 1826 in Giessen. 1827 verbrachte Adrian mehrere Monate erneut in England.

## Auszeichnungen
- 25. August 1840 - Ritterkreuz des hessischen Verdienstordens Philipps des Großmütigen.[6]
- 25. August 1857 - Ritterkreuz 1. Klasse des hessischen Ludewigsordens[7]

## Archivalien
- Hessisches Staatsarchiv Darmstadt, Best. D 12 Nr. 1/9
- Handschr. Eintrag, Stuttgart, 14. Mai 1822. – 5 Briefe an Matthisson, 16. Mai 1823 bis 7. Dezember 1827; 5 Briefe an Matthisson, Giessen und Metz, 25. April 1823 bis 7. Dezember 1827, in: Das Stammbuch Friedrich von Matthissons. [Bonstettiana, Sonderband]: Christine Holliger, Doris Walser-Wilhelm, Peter Walser-Wilhelm, Erich Wege (Hrsg.): Transkription und Kommentar zum Faksimile. Wallstein, Göttingen 2007, S. 325 und Anm. S. 235.

## Werke
Adrian verfasste Erzählungen, Gedichte, Abhandlungen und Rezensionen in zahlreichen Unterhaltungsblättern der Zeit. Darunter Ein Abend zu Windsor (1835), Bilder aus Irland I: Das Banshee (1835); II: Drumarory Brä (1836); III: Der Jahrmarkt zu Ballynakill (1836), jeweils in der von Eduard Duller herausgegebenen Zeitschrift Phönix. Frühlings-Zeitung für Deutschland. Sauerländer, Frankfurt a. M. In Buchform erschienen außerdem Übersetzungen, Bearbeitungen und anderes:
- Der Maientanz oder die Gründung von Würzburg. Goebhart, Bamberg 1816/17.
- Nachtstimmen. Frankfurt a. M. 1817.
- Bandell'os Novellen. Frankfurt a. M. 1818.
- Die Geschichte der schönen Theolinda, nach Cervantes. Frankfurt a. M. 1819.
- Lord Byron‘s Erzählungen. Mit einem Versuch über des Dichters Leben und Schriften. Frankfurt a. M. 1819.
- Erzählungen. Frankfurt a. M. 1820.
- Die Braut von Abydos. Eine türkische Erzählung von Lord Byron, im Versmaase des Originals übersetzt. Frankfurt a. M. 1821.
- Lara. Eine Erzählung von Lord Byron, im Versmaase des Originals übersetzt. Frankfurt a. M.1821.
- Virginia. Aus dem Italienischen des Alfieri. Zwickau 1821.
- Die Priesterinnen der Griechen. Frankfurt a.M 1822.
- Halidon Hill. Aus dem Englischen des Walter Scott übersetzt. Frankfurt a. M. 1822.
- Rheinisches Taschenbuch auf die Jahre 1823 bis 1830. 14. bis 21. Jahrgang mit Kupfern. Sauerländer, Frankfurt a. M. 1822–1829.
- Hebel‘s Allemannische Gedichte. Aus der Ursprache übersetzt. Cotta, Stuttgart 1824 (Neuauflage: Nabu Press 2011).
- Grundzüge zu einer provenzalischen Grammatik. Nebst Chrestomathie. Sauerländer Frankfurt a. M. 1825.
- Bilder aus England. 2 Teile. Sauerländer, Frankfurt a. M. 1826 und 1827.
- Neuestes Gemälde von London und seinen Umgebungen. Handbuch für Reisende nach London. Mit einem Wegweiser von Frankfurt am Main nach London, etc. Sauerländer, Frankfurt a. M. 1829.
- Lord Byron's sämmtliche Werke. Herausgegeben von Dr. Adrian. 12 Bände. Sauerländer, Frankfurt a. M. 1830.
- Skizzen aus England. Sauerländer, Frankfurt a. M. 1830.
- Catalogus codicum manuscriptorum Bibliothecæ Academicæ Gissensis. Frankfurt a. M. 1840.
- Mittheilungen aus Handschriften und seltenen Druckwerken. Frankfurt a. M. 1846.